# آناتولی (اپیروس)
آناتولی (به لاتین: Anatoli) یک منطقهٔ مسکونی در یونان است که در Ioannites Municipality واقع شده‌است.